# Eugnamptus pallidus
Espèce
Eugnamptus pallidus est une espèce d'insectes coléoptères appartenant à la famille des Attelabidae.